# ФК «Кубань» в сезоне 2017/2018
Сезон 2017/18 — 26-й сезон для ФК «Кубань» в чемпионате России, 90-й со дня его основания и последний в истории.

## Основной состав
| 22 | Флаг России | Вр  | Юрий Дюпин         | 1988 |  |  |  |  |
|    |             |     |                    |      |  |  |  |  |
| 5  | Флаг России | Защ | Евгений Гапон      | 1990 |  |  |  |  |
| 18 | Флаг России | Защ | Николай Марков     | 1985 |  |  |  |  |
| 21 | Флаг России | Защ | Михаил Смирнов     | 1990 |  |  |  |  |
| 26 | Флаг России | Защ | Сергей Бендзь      | 1983 |  |  |  |  |
| 28 | Флаг России | Защ | Азат Байрыев       | 1989 |  |  |  |  |
| 43 | Флаг России | Защ | Роман Бугаев       | 1989 |  |  |  |  |
| 77 | Флаг России | Защ | Владимир Лобкарёв  | 1993 |  |  |  |  |
| 84 | Флаг России | Защ | Александр Клещенко | 1995 |  |  |  |  |

| 8  | Флаг России  | ПЗ  | Олег Алейник    | 1989 |  |  |  |  |
| 10 | Флаг России  | ПЗ  | Никита Маляров  | 1989 |  |  |  |  |
| 19 | Флаг Украины | ПЗ  | Алексей Гай     | 1982 |  |  |  |  |
| 31 | Флаг России  | ПЗ  | Юрий Завезён    | 1996 |  |  |  |  |
| 73 | Флаг России  | ПЗ  | Денис Якуба     | 1996 |  |  |  |  |
| 90 | Флаг России  | ПЗ  | Ильмир Нурисов  | 1996 |  |  |  |  |
|    |              |     |                 |      |  |  |  |  |
| 20 | Флаг России  | Нап | Владимир Обухов | 1992 |  |  |  |  |
| 99 | Флаг России  | Нап | Спартак Гогниев | 1981 |  |  |  |  |

## Трансферы

### Пришли в клуб
| # | № | Позиция | Игрок          | Откуда      | Сумма | Дата         | Ссылка |
| - | - | ------- | -------------- | ----------- | ----- | ------------ | ------ |
| 1 |   | Защ     | Никита Чичерин | Енисей      | н/д   | 14 июня 2017 | [ 1 ]  |
| 2 |   | Вр      | Денис Кавлинов | Краснодар-2 | н/д   | 15 июня 2017 | [ 2 ]  |

Общие доходы: ▼ € 0

### Ушли из клуба
| # | №  | Позиция | Игрок           | Куда    | Сумма           | Дата         | Ссылка |
| - | -- | ------- | --------------- | ------- | --------------- | ------------ | ------ |
| 1 | 13 | Вр      | Евгений Помазан | Балтика | Свободный агент | 19 июня 2017 | [ 3 ]  |

Общие доходы: ▲ € 0

### Ушли в аренду
| # | №  | Позиция | Игрок         | Куда   | Начало       | Конец | Ссылка |
| - | -- | ------- | ------------- | ------ | ------------ | ----- | ------ |
| 1 | 71 | ПЗ      | Артём Щадин   | Шинник | 10 июня 2017 |       | [ 4 ]  |
| 2 | 7  | Нап     | Максим Житнев | Сибирь | 20 июня 2017 |       | [ 5 ]  |

## Статистика сезона

### Игры и голы
| №.                                                           | Нац.         | Позиция | Игрок              | Всего   | Всего   | ФНЛ     | ФНЛ     | Кубок России | Кубок России |         |         |         |         |         |         |
| №.                                                           | Нац.         | Позиция | Игрок              | Игры    | Голы    | Игры    | Голы    | Игры         | Голы         |         |         |         |         |         |         |
| Вратари                                                      | Вратари      | Вратари | Вратари            | Вратари | Вратари | Вратари | Вратари | Вратари      | Вратари      | Вратари | Вратари | Вратари | Вратари | Вратари | Вратари |
| ------------------------------------------------------------ | ------------ | ------- | ------------------ | ------- | ------- | ------- | ------- | ------------ | ------------ | ------- | ------- | ------- | ------- | ------- | ------- |
| 22                                                           | Флаг России  | Вр      | Юрий Дюпин         | 34      | -47     | 33+0    | -45     | 1+0          | -2           |         |         |         |         |         |         |
| 79                                                           | Флаг России  | Вр      | Николай Москаленко | 2       | -2      | 1+0     | -2      | 1+0          | 0            |         |         |         |         |         |         |
| Защитники                                                    |              |         |                    |         |         |         |         |              |              |         |         |         |         |         |         |
| 3                                                            | Флаг России  | Защ     | Евгений Гапон      | 13      | 0       | 8+4     | 0       | 1+0          | 0            |         |         |         |         |         |         |
| 6                                                            | Флаг России  | Защ     | Денис Якуба        | 9       | 0       | 7+1     | 0       | 1+0          | 0            |         |         |         |         |         |         |
| 14                                                           | Флаг России  | Защ     | Александр Клещенко | 28      | 0       | 23+5    | 0       | 0+0          | 0            |         |         |         |         |         |         |
| 23                                                           | Флаг России  | Защ     | Николай Марков     | 36      | 3       | 32+3    | 3       | 1+0          | 0            |         |         |         |         |         |         |
| 24                                                           | Флаг России  | Защ     | Михаил Смирнов     | 19      | 0       | 16+2    | 0       | 1+0          | 0            |         |         |         |         |         |         |
| 26                                                           | Флаг России  | Защ     | Сергей Бендзь      | 18      | 0       | 11+6    | 0       | 1+0          | 0            |         |         |         |         |         |         |
| 28                                                           | Флаг России  | Защ     | Азат Байрыев       | 34      | 3       | 33+0    | 3       | 1+0          | 0            |         |         |         |         |         |         |
| 43                                                           | Флаг России  | Защ     | Роман Бугаев       | 35      | 1       | 33+1    | 1       | 1+0          | 0            |         |         |         |         |         |         |
| 77                                                           | Флаг России  | Защ     | Владимир Лобкарёв  | 31      | 6       | 30+1    | 6       | 0+0          | 0            |         |         |         |         |         |         |
| 78                                                           | Флаг России  | Защ     | Игорь Пономарёв    | 14      | 0       | 7+7     | 0       | 0+0          | 0            |         |         |         |         |         |         |
| 93                                                           | Флаг России  | Защ     | Дмитрий Новак      | 1       | 0       | 0+0     | 0       | 1+0          | 0            |         |         |         |         |         |         |
| Полузащитники                                                |              |         |                    |         |         |         |         |              |              |         |         |         |         |         |         |
| 8                                                            | Флаг России  | ПЗ      | Олег Алейник       | 29      | 5       | 27+1    | 5       | 1+0          | 0            |         |         |         |         |         |         |
| 10                                                           | Флаг России  | ПЗ      | Никита Маляров     | 36      | 6       | 31+4    | 6       | 0+1          | 0            |         |         |         |         |         |         |
| 19                                                           | Флаг Украины | ПЗ      | Алексей Гай        | 35      | 8       | 30+4    | 8       | 1+0          | 0            |         |         |         |         |         |         |
| 31                                                           | Флаг России  | ПЗ      | Юрий Завезён       | 34      | 2       | 21+11   | 2       | 2+0          | 0            |         |         |         |         |         |         |
| 70                                                           | Флаг России  | ПЗ      | Александр Джумаев  | 1       | 0       | 0+1     | 0       | 0+0          | 0            |         |         |         |         |         |         |
| 81                                                           | Флаг России  | ПЗ      | Максим Сидоров     | 6       | 0       | 0+5     | 0       | 1+0          | 0            |         |         |         |         |         |         |
| 89                                                           | Флаг России  | ПЗ      | Владислав Тюфяков  | 4       | 0       | 0+4     | 0       | 0+0          | 0            |         |         |         |         |         |         |
| 90                                                           | Флаг России  | ПЗ      | Ильмир Нурисов     | 31      | 0       | 5+24    | 0       | 1+1          | 0            |         |         |         |         |         |         |
| 96                                                           | Флаг России  | ПЗ      | Руслан Каусаров    | 9       | 0       | 1+7     | 0       | 1+0          | 0            |         |         |         |         |         |         |
| Нападающие                                                   |              |         |                    |         |         |         |         |              |              |         |         |         |         |         |         |
| 20                                                           | Флаг России  | Нап     | Владимир Обухов    | 32      | 5       | 28+3    | 5       | 1+0          | 0            |         |         |         |         |         |         |
| 60                                                           | Флаг России  | Нап     | Юрий Митрохин      | 1       | 0       | 0+0     | 0       | 0+1          | 0            |         |         |         |         |         |         |
| 62                                                           | Флаг России  | Нап     | Савелий Почтарёв   | 1       | 0       | 0+0     | 0       | 0+1          | 0            |         |         |         |         |         |         |
| 99                                                           | Флаг России  | Нап     | Спартак Гогниев    | 26      | 5       | 16+9    | 5       | 1+0          | 0            |         |         |         |         |         |         |
| Игроки покинувшие команду или ушедшие в аренду в этом сезоне |              |         |                    |         |         |         |         |              |              |         |         |         |         |         |         |
| 46                                                           | Флаг России  | ПЗ      | Юрий Журавлёв      | 1       | 0       | 0+0     | 0       | 1+0          | 0            |         |         |         |         |         |         |
| 72                                                           | Флаг России  | ПЗ      | Игорь Коновалов    | 25      | 1       | 22+1    | 1       | 2+0          | 0            |         |         |         |         |         |         |

### Бомбардиры
Включает в себя все официальные игры. Список отсортирован по итоговому результату.
| Поз. | Нац.         | Номер | Имя               | ФНЛ | Кубок России | Итого |
| ---- | ------------ | ----- | ----------------- | --- | ------------ | ----- |
| 1    | Флаг Украины | 19    | Алексей Гай       | 8   | 0            | 8     |
| 2    | Флаг России  | 77    | Владимир Лобкарёв | 6   | 0            | 6     |
| 3    | Флаг России  | 10    | Никита Маляров    | 6   | 0            | 6     |
| 4    | Флаг России  | 20    | Владимир Обухов   | 6   | 0            | 6     |
| 5    | Флаг России  | 99    | Спартак Гогниев   | 5   | 0            | 5     |
| 6    | Флаг России  | 8     | Олег Алейник      | 5   | 0            | 5     |
| 7    | Флаг России  | 23    | Николай Марков    | 3   | 0            | 3     |
| 8    | Флаг России  | 28    | Азат Байрыев      | 3   | 0            | 3     |
| 9    | Флаг России  | 31    | Юрий Завезён      | 2   | 0            | 2     |
| 10   | Флаг России  | 43    | Роман Бугаев      | 1   | 0            | 1     |
| 11   | Флаг России  | 72    | Игорь Коновалов   | 1   | 0            | 1     |
|      |              |       | Автоголы          | 1   | 0            | 1     |
|      |              |       | ВСЕГО             | 47  | 0            | 47    |

### «Сухие» матчи
Включает в себя все официальные игры. Список отсортирован по итоговому результату.
| Поз. | Нац.        | Номер | Имя                | ФНЛ | Кубок России | Итого |
| ---- | ----------- | ----- | ------------------ | --- | ------------ | ----- |
| 1    | Флаг России | 22    | Юрий Дюпин         | 12  | 0            | 12    |
| 2    | Флаг России | 79    | Николай Москаленко | 0   | 1            | 1     |
|      |             |       | ВСЕГО              | 12  | 1            | 13    |

### Пенальти
Включает в себя все официальные игры. Список отсортирован по итоговому результату.
| Игрок           | Дата      | Соревнование | Соперник               | Статус |
| --------------- | --------- | ------------ | ---------------------- | ------ |
| Владимир Обухов | 8 июля    | ФНЛ          | Томь                   | Забит  |
| Никита Маляров  | 5 августа | ФНЛ          | Тюмень                 | Забит  |
| Никита Маляров  | 12 ноября | ФНЛ          | Динамо Санкт-Петербург | Промах |
| Алексей Гай     | 25 ноября | ФНЛ          | Сибирь                 | Забит  |

### Общая статистика
В данной таблице не учитываются результаты товарищеских матчей.
| Сыграно матчей          | 27 (25 ФНЛ, 2 Кубок России) |
| Победы                  | 12 (12 ФНЛ) |
| Ничьи                   | 14 (13 ФНЛ, 1 Кубок России) |
| Поражения               | 14 (13 ФНЛ, 1 Кубок России) |
| Забито мячей            | 47 (1,18 за игру) |
| Пропущено мячей         | 49 (1,23 за игру) |
| Разница мячей           | -2 |
| Матчей на ноль          | 13 (12 ФНЛ, 1 Кубок России) |
| Желтых карточек         | 80 (2 за игру) |
| Удаления                | 5 (0,13 за игру) |
| Худшая дисциплина       | Николай Марков 9 1 |
| Лучший счёт             | 4:1 (В) против «Томи» — ФНЛ, 8 июля 2017 4:1 (Д) против «Оренбурга» — ФНЛ, 13 августа 2017 3:0 (В) против «Олимпийца» — ФНЛ, 14 октября 2017 |
| Худший счёт             | 1:5 (В) против «Балтика» — ФНЛ, 2 сентября 2017                                                                                              |
| Наибольшее число матчей | Юрий Дюпин — 38 матчей |
| Лучший бомбардир        | Алексей Гай (8 голов) |

## Соревнования
| Соревнование           | Первый матч     | Последний матч   | Раунд-начало | Итог выступления | Статистика выступлений | Статистика выступлений | Статистика выступлений | Статистика выступлений | Статистика выступлений | Статистика выступлений | Статистика выступлений | Статистика выступлений | Ссылка |
| Соревнование           | Первый матч     | Последний матч   | Раунд-начало | Итог выступления | И                      | В                      | Н                      | П                      | ГЗ                     | ГП                     | РМ                     | В%                     | Ссылка |
| ---------------------- | --------------- | ---------------- | ------------ | ---------------- | ---------------------- | ---------------------- | ---------------------- | ---------------------- | ---------------------- | ---------------------- | ---------------------- | ---------------------- | ------ |
| ФНЛ                    | 8 июля 2017     | 12 мая 2018      | 1 тур        | 9-е место        | 38                     | 12                     | 13                     | 13                     | 47                     | 47                     | +0                     | 031,58                 |        |
| Кубок России           | 23 августа 2017 | 20 сентября 2017 | 1/32 финала  | 1/16 финала      | 2                      | 0                      | 1                      | 1                      | 0                      | 2                      | −2                     | 000,00                 |        |
| Всего                  | Всего           | Всего            | Всего        | Всего            | 40                     | 12                     | 14                     | 14                     | 47                     | 49                     | −2                     | 030,00                 |        |
| Обновлено: 12 мая 2018 |                 |                  |              |                  |                        |                        |                        |                        |                        |                        |                        |                        |        |

## Предсезонные и товарищеские матчи

### Лето 2017

#### Первый сбор (Краснодар)
| 14 июня 2017 Контрольный | Кубань                                                            | 6:0 (3:0) | ПСК (Первореченское) | Краснодар                                 |
| | Калмыков 11′, 45′, 49′ · Маляров 17′ · Обухов 61′ · Пономарёв 69′ |           |                      | Стадион: База ФК Кубань Судья: Юнус Кошко |
| Кубань: Дюпин, Клещенко (Пономарёв 46'), Смирнов, Байрыев (Клещенко 66'), Марков (Тюфяков 66'), Гай (Коновалов 46'), Якуба (Завезён 46'), Маляров, Алейник (Гай 66'), Обухов (Нурисов 66'), Калмыков (Якуба 67'). |                                                                   |           |                      |                                           |

#### Второй сбор (Краснодар)
| 23 июня 2017 Контрольный | Кубань               | 2:0 (1:0) | Ротор (Волгоград) | Краснодар               |
| | Обухов 34′ · Гай 73′ |           |                   | Стадион: База ФК Кубань |
| Кубань: Кавлинов, Марков (Клещенко 46'), Байрыев, Смирнов (Пономарёв 46'), Чичерин, Якуба, Коновалов, Алейник (Гай 46'), Маляров (Завезён 46'), Обухов (Нурисов 46'), Калмыков (Майрович 46'). |                      |           |                   |                         |

| 29 июня 2017 Контрольный                                                                            | Кубань | 0:4 (0:2) | Ротор (Волгоград)                           | Краснодар               |
| |        |           | 13′ Романенко · 44′ Киреев · 55′, 61′ Орлов | Стадион: База ФК Кубань |
| Кубань: Дюпин, Бугаев, Клещенко, Байрыев, Марков, Якуба, Гай, Коновалов, Алейник, Лобкарёв, Обухов. |        |           |                                             |                         |

### Зима 2018

#### Первый сбор (Турция)
| 17 января 2018 Контрольный | Кубань                         | 2:2 (0:0) | Карабах (Агдам)            | Белек                                                |
| 17:00 МСК | Смирнов 44' · Маляров 54′, 61′ | Отчёт     | 49′ Исмайлов · 69′ Кинтана | Стадион: Спорткомплекс IC Football Судья: Омер Калай |
| Кубань: Дюпин (Москаленко 46'), Бугаев (Пономарёв 46'), Байрыев (Клещенко 46'), Смирнов (Бендзь 46'), Марков, Коновалов, Гай (Каусаров 46'), Лобкарёв (Нурисов 46'), Маляров, Григорьев (Завезён 46'), Обухов. Карабах: Шехич, Герье, Садыхов, Жезничак (Исмайлов 46'), Медведев, Диниев, Ричард, Мичел, Педро Энрике, Мадатов, Кинтана. |                                |           |                            |                                                      |

| 23 января 2018 Контрольный | Кубань      | 0:1 (0:0) | Акжайык (Уральск) | Белек                                                     |
| 11:00 МСК | Нурисов 40' | Отчёт     | 89′ Вузачич       | Стадион: Спорткомплекс IC Football Судья: Сергей Стецурин |
| Кубань: Дюпин (Москаленко 46'), Бугаев, Байрыев (Смирнов 46'), Бендзь (Клещенко 46'), Марков (Пономарёв 46'), Коновалов (Каусаров 46'), Гай, Лобкарёв (Ящук 46'), Маляров (Алейник 46'), Нурисов, Обухов. Акжайык: Логиновский, Сапанов, Басов (Наумов 46'), Ерсалимов, Путраш, Ткачук, Булатов, Литвинов, Матиаж, Фещук (Вузачич 46'), Бутуев. |             |           |                   |                                                           |

#### Второй сбор (Турция)
| 2 февраля 2018 Контрольный | Кубань                                                          | 1:0 (0:0) | Силекс (Кратово)                                  | Белек                                                    |
| 12:00 МСК | Новак 17' · Нурисов 31' · Бендзь 39' · Алейник 62′ · Бугаев 90' | Отчёт     | 19' Маркос · 21' Гуцев · Буйцевски · 90' Тимовски | Стадион: Спорткомплекс IC Football Судья: Нгамсон Чайриг |
| Кубань: Бориско (Москаленко 46'), Новак (Бугаев 65'), Смирнов (Байрыев 65'), Бендзь (Клещенко 65'), Пономарёв (Марков 65'), Джумаев (Маляров 65'), Каусаров (Гай 65'), Ящук (Лобкарёв 65'), Алейник, Нурисов (Завезён 65'), Сидоров (Обухов 65'). Кратово: Митрович, Благоевич (Филипович 57'), Гуцев (Филиповски 63'), Стойцевски, Георгиев, Николовски (Алексовски 46'), Маркос (Тимов 82'), Глигоров (Тимовски 52'), Пановски, Танусев, Буйцевски (Джорджевич 46'). |                                                                 |           |                                                   |                                                          |

| 2 февраля 2018 Контрольный | Кубань                                                       | 2:3 (2:0) | Сараево (Сараево)                                             | Белек                                                       |
| 19:00 МСК | Маляров 19′ (пен.), 21′ · Дюпин 36' · Бендзь 72' · Пономарёв | Отчёт     | 19' Павлович · 59′ Хибибович · 75′ Халилович · 90′ Кузманович | Стадион: Спорткомплекс IC Football Судья: Бартош Франковски |
| Кубань: Дюпин, Бугаев (Новак 66'), Смирнов (Бендзь 46'), Клещенко (Каусаров 66'), Марков (Пономарёв 66', Марков 85'), Байрыев, Гай (Джумаев 66'), Лобкарёв (Ящук 66'), Маляров, Завезён (Нурисов 66'), Обухов (Сидоров 66'). Сараево: Павлович, Ходжич, Вилковски, Хибибович, Халилович (Лелич 80'), Софранац, Муякич, Рахманович (Ерич 82'), Собанович (Кузманович 60'), Мустафич (Радовац 82'), Адукор. |                                                              |           |                                                               |                                                             |

| 5 февраля 2018 Контрольный | Кубань               | 2:0 (0:0) | Атырау (Атырау) | Белек                                             |
| 17:30 МСК | Гай 63′ · Обухов 69′ | Отчёт     |                 | Стадион: Спорткомплекс Titanic Судья: Томаш Важоа |
| Кубань: Дюпин (Бориско 66'), Бугаев (Завезён 83'), Байрыев (Клещенко 46'), Смирнов (Бендзь 46'), Марков (Пономарёв 46'), Гай (Каусаров 66'), Алейник (Джумаев 66'), Завезён (Ящук 46'), Нурисов (Сидоров 66'), Маляров, Обухов. Атырау: Пасеченко, Эсатов, Барбарич, Абдрахманов, Живкович, Чичулин, Максимович, Зенькович, Хайруллин, Землянухин, Аденидже. |                      |           |                 |                                                   |

| 8 февраля 2018 Контрольный | Кубань                                                              | 2:1 (1:1) | Шпорт (Подбрезова)                                            | Белек                                              |
| 11:00 МСК | Обухов 40′ (пен.) · Лобкарёв 41' · Сидоров 73' · Маляров 90′ (пен.) | Отчёт     | 28' Магда · 44′ (пен.) Ньере · 63' Джорджевич · 88' Бернадина | Стадион: Спорткомплекс IC Santai Судья: Омер Калай |
| Кубань: Дюпин (Москаленко 64'), Марков, Клещенко (Смирнов 46'), Бендзь (Байрыев 46'), Пономарёв (Бугаев 38'), Гай (Каусаров 62'), Алейник, Лобкарёв (Завезён 64'), Нурисов (Сидоров 59'), Маляров, Обухов. Шпорт: Кучак, Магда, Кривак, Джорджевич (Бернадина 75'), Мойзис (Турна 63'), Баез (Вайда 75'), Ньере, Вязанко (Билич 75'), Леско, Копичар (Терещенко 75'), Микус (Вьежик 63'). |                                                                     |           |                                                               |                                                    |

#### Третий сбор (Турция)
| 19 февраля 2018 Контрольный | Кубань                          | 1:0 (1:0) | Алашкерт (Мартуни)         | Белек                                                      |
| 18:00 МСК | Маляров 7′ · Гай 58' · Ящук 77' | Отчёт     | 32' Джордан · 85' Сардарян | Стадион: Спорткомплекс IC Football Судья: Темур Тухтясинов |
| Кубань: Дюпин (Москаленко 46'), Бугаев (Марков 46'), Клещенко (Байрыев 46'), Бендзь (Смирнов 46'), Пономарёв, Гай, Алейник (Митрохин 46'), Лобкарёв (Завезён 46'), Нурисов (Ящук 46'), Маляров (Каусаров 46', Алейник 84'), Обухов (Сидоров 46'). Мартуни: Канчаревич, Дагбашян (Сардарян 85'), Скворч, Стойкович, Т. Восканян (А. Восканян 65'), Желькович, Григорян, Едигарян (Манасян 70'), Дашян, Джордан (Маноян 55'), Ненадович. |                                 |           |                            |                                                            |

| 21 февраля 2018 Контрольный | Кубань                                 | 1:0 (0:0) | Иртыш (Павлодар) | Белек                                             |
| 17:30 МСК | Каусаров 44' · Бендзь 46' · Обухов 72′ | Отчёт     |                  | Стадион: Спорткомплекс Sueno Судья: Артур Сафарян |
| Кубань: Москаленко (Дюпин 46'), Бугаев, Смирнов (Клещенко 63'), Клещенко (Бендзь 46'), Митрохин (Маляров 46'), Каусаров (Байрыев 46'), Завезён, Пономарёв (Марков 46'), Лобкарёв (Сидоров 70'), Гай (Алейник 46'), Обухов (Митрохин 81'). Иртыш: Калмыков (Бекбаев 65'), Аврэмия (Розыбакиев 59'), Есимов, Шмидт, Амирханов (Шестаков 59'), Фонсека (Кислицын 59'), Калинин (Мба 46'), Попадюк, Смаилов (Воменко 46'), Гомес, Айтбаев (Галбаев 46'). |                                        |           |                  |                                                   |

| 24 февраля 2018 Контрольный | Кубань       | 0:0 (0:0) | Шахтёр (Солигорск) | Белек                                                      |
| 11:00 МСК | Каусаров 44' | Отчёт     | 60' Сёке           | Стадион: Спорткомплекс IC Foptball Судья: Генрих Налбандян |
| Кубань: Москаленко (Дюпин 46'), Бугаев, Клещенко (Бендзь 46'), Смирнов (Клещенко 60'), Пономарёв (Марков 46', Пономарёв 60'), Митрохин (Байрыев 46'), Каусаров (Алейник 46'), Гай (Митрохин 60'), Лобкарёв (Сидоров 60'), Завезён (Нурисов 46'), Обухов (Гогниев 60'). Шахтёр: Чесновский (Климович 46'), Сойри (Козлов 60'), Бурко, Янушкевич (Ковалёв 60'), Кузьменок (Рыбак 60'), Матвейчик, Сибомана (Симунович 60'), Эбонг, Каньяс (Сёке 46'), Громыко (Киш 60'), Джексон (Лаптев 46'). |              |           |                    |                                                            |

## Футбольная национальная лига

### Турнирная таблица
| Поз | Команда  | И  | В  | Н  | П  | МЗ | МП | РМ | О  | Квалификация или выбывание             |
| --- | -------- | -- | -- | -- | -- | -- | -- | -- | -- | -------------------------------------- |
| 7   | Сибирь   | 38 | 14 | 11 | 13 | 38 | 31 | +7 | 53 |                                        |
| 8   | Шинник   | 38 | 14 | 11 | 13 | 45 | 45 | 0  | 53 |                                        |
| 9   | Кубань   | 38 | 12 | 13 | 13 | 47 | 47 | 0  | 49 | Банкротство (по окончании сезона)      |
| 10  | Волгарь  | 38 | 12 | 9  | 17 | 40 | 46 | −6 | 45 | Переход в ПФЛ из-за финансовых проблем |
| 11  | Авангард | 38 | 10 | 15 | 13 | 43 | 46 | −3 | 45 |                                        |

Пункт 4.5. В случае равенства очков, набранных в Первенстве, у двух и более команд, места между ними в турнирной таблице определяются в следующей последовательности:
− по наибольшему числу побед во всех матчах;
− по результатам игр между собой (число очков, количество побед, разность забитых и пропущенных мячей, число забитых мячей, число забитых мячей на чужом поле);
− по лучшей разности забитых и пропущенных мячей во всех матчах;
− по наибольшему числу забитых мячей во всех матчах;
− по наибольшему числу мячей, забитых на чужих полях во всех матчах;
− по жребию.
Пункт 4.6. При абсолютном равенстве всех указанных показателей, указанных в п. 4.5, кроме жребия, победитель Первенства между командами, занявшими 1-е и 2-е места, определяется в дополнительном матче.

### Статистика выступлений
| Итого | Итого | Итого | Итого | Итого | Итого | Итого | Итого | Дома | Дома | Дома | Дома | Дома | Дома | На выезде | На выезде | На выезде | На выезде | На выезде | На выезде |
| И     | О     | В     | Н     | П     | МЗ    | МП    | РМ    | В    | Н    | П    | МЗ   | МП   | РМ   | В         | Н         | П         | МЗ        | МП        | РМ        |
| ----- | ----- | ----- | ----- | ----- | ----- | ----- | ----- | ---- | ---- | ---- | ---- | ---- | ---- | --------- | --------- | --------- | --------- | --------- | --------- |
| 38    | 49    | 12    | 13    | 13    | 47    | 47    | 0     | 7    | 7    | 5    | 23   | 20   | +3   | 5         | 6         | 8         | 24        | 27        | −3        |

### Результаты по турам
| Тур   | 01 | 02 | 03 | 04 | 05 | 06 | 07 | 08 | 09 | 10 | 11 | 12 | 13 | 14 | 15 | 16 | 17 | 18 | 19 | 20 | 21 | 22 | 23 | 24 | 25 | 26 | 27 | 28 | 29 | 30 | 31 | 32 | 33 | 34 | 35 | 36 | 37 | 38 |
| ----- | -- | -- | -- | -- | -- | -- | -- | -- | -- | -- | -- | -- | -- | -- | -- | -- | -- | -- | -- | -- | -- | -- | -- | -- | -- | -- | -- | -- | -- | -- | -- | -- | -- | -- | -- | -- | -- | -- |
| Поле  | В  | Д  | В  | Д  | В  | В  | В  | Д  | В  | Д  | В  | Д  | В  | Д  | В  | В  | Д  | В  | Д  | В  | Д  | В  | Д  | Д  | Д  | В  | Д  | В  | Д  | В  | Д  | В  | Д  | Д  | В  | Д  | В  | Д  |
| Итог  | В  | П  | П  | В  | Н  | Н  | П  | В  | П  | П  | П  | Н  | Н  | Н  | П  | В  | Н  | В  | В  | П  | Н  | Н  | П  | В  | В  | П  | Н  | Н  | П  | В  | В  | В  | В  | П  | Н  | Н  | П  | Н  |
| Место | 1  | 9  | 12 | 10 | 9  | 11 | 13 | 11 | 12 | 12 | 14 | 13 | 13 | 12 | 14 | 12 | 13 | 11 | 11 | 12 | 12 | 12 | 15 | 13 | 10 | 12 | 11 | 10 | 12 | 10 | 9  | 9  | 9  | 9  | 9  | 9  | 9  | 9  |

Источник: Соревнования

Поле: Д = дома; В = на выезде. Итог: Н = ничья; П = команда проиграла; В = команда выиграла; О = матч отложен.

### Матчи
| 8 июля 2017 1 тур | Томь (Томск)                                                              | 1:4 (1:3) | Кубань                                                                      | Томск                                                            |
| 14:00 МСК | Сасин 16' · Соболев 17′ 39' · Кудряшов 41' · Каретник 75' · Герасимов 77' | Отчет     | 8′ Лобкарёв · 10′, 63′ Марков · 26' Маляров · 45′ (пен.) Обухов · 60' Якуба | Стадион: Труд Зрителей: 2 300 Судья: Владимир Москалёв (Воронеж) |
| Томь: Шафинский, Сасин, Соболев, Деобальд, Каретник, Кудряшов (Салахутдинов 67'), Карымов (Митерев 77'), Соколов, Макурин (Большунов 79'), Петраков (Саная 64'), Герасимов. Главный тренер: Валерий Петраков. Кубань: Дюпин, Якуба (Гай 64'), Маляров, Марков, Обухов, Байрыев, Бугаев, Коновалов, Лобкарёв, Пономарёв (Нурисов 80'), Клещенко (Бендзь 85'). Главный тренер: Евгений Калешин. |                                                                           |           |                                                                             |                                                                  |

| 15 июля 2017 2 тур | Кубань                  | 0:1 (0:0) | Химки (Химки)               | Краснодар                                                    |
| 19:00 МСК | Маляров 18' · Якуба 56' | Отчёт     | 17' Шумских · 53′ Кузьмичёв | Стадион: Кубань Зрителей: 3 518 Судья: Артём Чистяков (Азов) |
| Кубань: Дюпин, Клещенко, Бугаев, Марков, Пономарёв (Нурисов 75'), Байрыев, Коновалов, Лобкарёв, Маляров, Якуба, Обухов. Главный тренер: Евгений Калешин. Химки: Исупов, Лисинков, Заика, Малания, Лапин, Шумских, Талалай, Тюнин (Кокоев 19'), Батов (Беликов 63'), Дворников (Алфёров 83'), Кузьмичёв (Радченко 67'). Главный тренер: Олег Стогов. |                         |           |                             |                                                              |

| 22 июля 2017 3 тур | Волгарь (Астрахань)                         | 3:0 (1:0) | Кубань                                                      | Астрахань                                                          |
| 18:00 МСК | Сутормин 11′ 51' · Кабутов 54′ · Бабырь 90′ | Отчёт     | 44' 48' Бендзь · 60' Коновалов · 79' Лобкарёв · 81' Байрыев | Стадион: Центральный Зрителей: 1 600 Судья: Игорь Федотов (Москва) |
| Волгарь: Бучнев, Плиев, Таказов, Григорьев, Калинин, Кабутов, Шалаев, Дышеков (Машуков 87'), Акбашев (Букия 75'), Сутормин (Болонин 83'), Веркашанский (Бабырь 70'). Главный тренер: Юрий Газзаев. Кубань: Дюпин, Марков (Пономарёв 46'), Клещенко, Бугаев (Бендзь 33'), Байрыев, Якуба, Лобкарёв, Алейник, Маляров (Гай 42'), Коновалов, Обухов (Нурисов 79'). Главный тренер: Евгений Калешин. |                                             |           |                                                             |                                                                    |

| 26 июля 2017 4 тур | Кубань      | 1:0 (0:0) | Шинник (Ярославль) | Краснодар                                                             |
| 20:00 МСК | Маляров 69′ | Отчёт     |                    | Стадион: Кубань Зрителей: 3 131 Судья: Сергей Иванов (Ростов-на-Дону) |
| Кубань: Дюпин, Пономарёв (Маляров 62'), Байрыев (Бугаев 51'), Клещенко, Марков, Смирнов, Коновалов, Гай (Якуба 57'), Лобкарёв, Алейник (Завезён 76'), Обухов. Главный тренер: Евгений Калешин. Шинник: Яшин, Кагермазов, Ятченко, Евсеев, Шайморданов (Крамаренко 77'), Самойлов, Земсков (Фатихов 69'), Дроздов (Лаук 81'), Щадин, Нарылков, Низамутдинов (Камилов 59'). Главный тренер: Александр Побегалов. |             |           |                    |                                                                       |

| 30 июля 2017 5 тур | Динамо (Санкт-Петербург)            | 2:2 (0:0) | Кубань                                                  | Великий Новгород                                                  |
| 16:00 МСК | Кулишев 63′, 86′ (пен.) · Рогов 71' | Отчёт     | 57' Якуба · 64' 83' Бендзь · 70′ Алейник · 82′ Лобкарёв | Стадион: Электрон Зрителей: 750 Судья: Николай Волошин (Смоленск) |
| Динамо: Генералов, Бычков, Костин, Юрганов, Пасько, Цвейба (Сарамутин 76'), Власов (Рогов 59'), Песегов, Кулишев, Маркосов, Коротаев (Барсов 77'). Главный тренер: Александр Точилин. Кубань: Дюпин, Бугаев, Бендзь, Смирнов, Марков, Алейник, Лобкарёв, Маляров, Коновалов, Якуба, Обухов. Главный тренер: Евгений Калешин. |                                     |           |                                                         |                                                                   |

| 5 августа 2017 6 тур | Тюмень (Тюмень)                              | 1:1 (0:0) | Кубань                                                     | Тюмень                                                            |
| 16:00 МСК | Рябокобыленко 42' · И. Обухов 58' · Гузь 63′ | Отчёт     | 23' 37' Гай · 59′ (пен.) Маляров · 78' Якуба · 90+1' Дюпин | Стадион: Геолог Зрителей: 2 100 Судья: Александр Борисов (Самара) |
| Тюмень: И. Обухов, Маслов, Гузь, Шакуро, Мурачёв (Кучиев 85'), Павленко (Лешонок 66'), Шляпкин (Макоев 71'), Чудин, Богатырёв, Рябокобыленко (Пустозёров 53'), Чуканов. Главный тренер: Александр Ивченко. Кубань: Дюпин, Бугаев (Пономарёв 86'), Смирнов, Марков, Лобкарёв, Гай, Маляров, Алейник (Нурисов 82'), Якуба (Каусаров 90'), Коновалов, В. Обухов (Завезён 83'). Главный тренер: Евгений Калешин. |                                              |           |                                                            |                                                                   |

| 9 августа 2017 7 тур | Сибирь (Новосибирск)   | 2:0 (0:0) | Кубань                          | Новосибирск                                                             |
| 15:00 МСК | Галыш 64′ · Магаль 85′ | Отчёт     | 24' 61' Коновалов · 65' Байрыев | Стадион: Спартак Зрителей: 2 000 Судья: Иван Сиденков (Санкт-Петербург) |
| Сибирь: Цыган, Мищенко, Плопа, Цховребов, Магаль (Азаров 90'), Аравин, Андреев (Макаренко 87'), Чеботару, Дягтерёв (Рухаиа 90'), Галыш, Беляев (Дудолев 71'). Главный тренер: Сергей Кирсанов. Кубань: Дюпин, Бендзь, Бугаев, Смирнов, Пономарёв (Марков 24'), Коновалов, Маляров (Завезён 88'), Каусаров, Лобкарёв (Нурисов 68'), Алейник, Обухов (Сидоров 77'). Главный тренер: Евгений Калешин. |                        |           |                                 |                                                                         |

| 13 августа 2017 8 тур | Кубань                                                      | 4:1 (2:0) | Оренбург (Оренбург) | Краснодар                                                           |
| 20:00 МСК | Алейник 2′ · Обухов 13′ · Якуба 25' · Маляров 52′ · Гай 55′ | Отчёт     | 66′ Дюриш           | Стадион: Кубань Зрителей: 2 131 Судья: Лаша Верулидзе (Владикавказ) |
| Кубань: Дюпин, Бугаев, Бендзь, Марков, Байрыев, Гай, Завезён (Нурисов 60'), Алейник, Маляров (Сидоров 82'), Якуба (Смирнов 79'), Обухов (Гогниев 70'). Главный тренер: Евгений Калешин. Оренбург: Руденко, Осипов, Бегич, Малых, Гетигежев, Чиркин (Померко 61', Дзахов 74'), Серченков, Бреев, Попович (Ефремов 46'), Воробьёв (Парняков 46'), Дюриш. Главный тренер: Темури Кецбая. |                                                             |           |                     |                                                                     |

| 19 августа 2017 9 тур | Тамбов (Тамбов)                        | 2:1 (2:1) | Кубань                                                 | Тамбов                                                                  |
| 17:00 МСК | Горбатюк 2′ · Мурнин 36′ · Быстров 58' | Отчёт     | 24′ Гай · 72' Бендзь · 90+1' Алейник · 90+2' Коновалов | Стадион: Спартак Зрителей: 4 400 Судья: Артём Любимов (Санкт-Петербург) |
| Тамбов: Вавилин, Быстров, Горбатюк, Рыбин, Гультяев, Скворцов (Овсиенко 75'), Шевчук (Кухарчук 79'), Дутов (Трусевич 71'), Мурнин, Кашчелан, Часовских (Гафар 90'). Главный тренер: Андрей Талалаев. Кубань: Дюпин, Байрыев (Коновалов 63'), Бугаев (Гогниев 62'), Бендзь (Смирнов 72'), Марков, Гай, Маляров, Алейник, Якуба, Завезён, Обухов. Главный тренер: Евгений Калешин. |                                        |           |                                                        |                                                                         |

| 27 августа 2017 10 тур | Кубань                                   | 2:3 (1:0) | Спартак-2 (Москва)                             | Краснодар                                                    |
| 20:00 МСК | Алейник 18′ · Бугаев 51′ · Коновалов 79' | Отчёт     | 47′, 90+3′ Сакала · 52′ Рассказов · 81' Нимели | Стадион: Кубань Зрителей: 3 073 Судья: Алексей Амелин (Тула) |
| Кубань: Дюпин, Бугаев, Бендзь (Каусаров 64'), Марков, Байрыев, Гай, Завезён (Гогниев 29'), Алейник, Коновалов, Маляров, Обухов. Главный тренер: Евгений Калешин. Спартак-2: Терёшкин, Рассказов, Сокол, Мамин, Лихачёв, Пантелеев, Леонтьев (Цыганков 39'), Полубояринов, Нимели, Сакала, Руденко (Самбу 71'). Главный тренер: Дмитрий Гунько. |                                          |           |                                                |                                                              |

| 2 сентября 2017 11 тур | Балтика (Калининград)                                                     | 5:1 (3:0) | Кубань                                 | Калининград                                                    |
| 18:00 МСК | Джалилов 21′ · Себай 39′, 40′ · Шешуков 59′ · Скопинцев 64′ · Логашов 66' | Отчёт     | 51' Бендзь · 69′ Маляров · 84' Нурисов | Стадион: Балтика Зрителей: 3 756 Судья: Олег Соколов (Воронеж) |
| Балтика: Помазан, Тимошин, Каленкович, Степанец (Шешуков 46'), Логашов, Крючков, Джалилов (Чуперка 62'), Свежов, Скопинцев, Себай (Кобялко 71'), Касьян (Малеев 80'). Главный тренер: Игорь Черевченко. Кубань: Дюпин, Бендзь, Бугаев (Гапон 59'), Байрыев, Марков, Гай, Маляров, Коновалов (Нурисов 56'), Алейник, Обухов, Гогниев. Главный тренер: Евгений Калешин. |                                                                           |           |                                        |                                                                |

| 6 сентября 2017 12 тур | Кубань                  | 1:1 (0:0) | Енисей (Красноярск) | Краснодар                                                         |
| 20:00 МСК | Гай 49′ · Коновалов 90' | Отчёт     | 88′ (пен.) Козлов   | Стадион: Кубань Зрителей: 2 121 Судья: Александр Борисов (Самара) |
| Кубань: Дюпин, Гапон, Клещенко, Марков, Байрыев, Гай, Маляров, Коновалов, Алейник (Нурисов 79'), Обухов, Гогниев (Завезён 66'). Главный тренер: Евгений Калешин. Енисей: Филиппов, Мильдзихов (Васильев 85'), Новиков, Гарбуз (Исаев 65'), Рожков, Сердеров (Саркисов 46'), Фатуллаев, Иванов, Стеклов (Малоян 55'), Камеш, Козлов. Главный тренер: Дмитрий Аленичев. |                         |           |                     |                                                                   |

| 10 сентября 2017 13 тур | Зенит-2 (Санкт-Петербург)                            | 3:3 (2:1) | Кубань                                     | Санкт-Петербург                                                       |
| 13:00 МСК | Еловских 6′ · Панюков 29′ · Плетнёв 72′ · Мусаев 74' | Отчёт     | 7′ Гай · 69′ (авт.) Горулёв · 90+4′ Обухов | Стадион: МСА Петровский Зрителей: 450 Судья: Алексей Матюнин (Москва) |
| Зенит-2: Бабурин, Круговой, Карпов, Рукас, Сиротов, Мусаев (Камышев 82'), Горулёв (Каккоев 89'), Андреев (Плетнёв 67'), Богаев, Панюков, Еловских (Прудников 76'). Главный тренер: Анатолий Давыдов. Кубань: Дюпин, Байрыев, Гапон, Клещенко, Нурисов (Гогниев 57'), Гай (Тюфяков 84'), Маляров, Коновалов, Алейник (Марков 64'), Завезён, Обухов. Главный тренер: Евгений Калешин. |                                                      |           |                                            |                                                                       |

| 16 сентября 2017 14 тур | Кубань                    | 2:2 (2:1) | Факел (Воронеж)             | Краснодар                                                                 |
| 18:00 МСК | Алейник 20′ · Гогниев 34′ | Отчёт     | 44′ Сердюк · 50′ Мичуренков | Стадион: Кубань Зрителей: 3 221 Судья: Василий Казарцев (Санкт-Петербург) |
| Кубань: Москаленко, Гапон, Клещенко, Марков, Байрыев, Гай, Маляров (Завезён 55'), Коновалов, Алейник (Тюфяков 86'), Гогниев, Обухов (Нурисов 77'). Главный тренер: Евгений Калешин. Факел: Фёдорович, Шумейко, Осипенко, Хайманов, Шарифи (Семёнов 72'), Лукьянов (Чхапелия 60'), Каюмов (Мануковский 83'), Амбарцумян, Молодцов, Сердюк, Мичуренков (Верулидзе 85'). Главный тренер: Павел Гусев. |                           |           |                             |                                                                           |

| 24 сентября 2017 15 тур | Ротор (Волгоград)         | 2:1 (1:1) | Кубань                                | Волгоград                                                     |
| 14:00 МСК | Султонов 8′ · Вотинов 65′ | Отчёт     | 39′ Обухов · 56' Алейник · 58' Марков | Стадион: Зенит Зрителей: 3 200 Судья: Сергей Куликов (Москва) |
| Ротор: Кобзев, Пискунов, Ионов, Колычев, Киреев, Концедалов, Борзых (Крутов 84'), Султонов (Кузнецов 89'), Замалиев, Бирюков (Вотинов 56'), Романенко (Николаев 90'). Главный тренер: Валерий Есипов. Кубань: Дюпин, Бугаев, Байрыев, Марков, Бендзь (Клещенко 82'), Гай (Маляров 65'), Коновалов, Завезён, Алейник, Обухов, Гогниев (Лобкарёв 71'). Главный тренер: Евгений Калешин. |                           |           |                                       |                                                               |

| 30 сентября 2017 16 тур | Авангард (Курск) | 0:1 (0:0) | Кубань  | Курск                                                                     |
| 17:00 МСК | Альшин 68'       | Отчёт     | 75′ Гай | Стадион: Трудовые резервы Зрителей: 2 900 Судья: Роман Галимов (Улан-Удэ) |
| Авангард: Саутин, Концедалов, Багаев, Никитин, Дашаев, Войнов (Федчук 71'), Альшин (Синяев 76'), Коробов, Нетфуллин, Гурфов, Аппаев (Болов 60'). Главный тренер: Хасанби Биджиев. Кубань: Дюпин, Клещенко, Бугаев, Гапон, Байрыев, Нурисов (Тюфяков 78'), Гай, Маляров, Лобкарёв (Гогниев 63'), Завезён (Каусаров 88'), Обухов (Бендзь 90'). Главный тренер: Евгений Калешин. |                  |           |         |                                                                           |

| 7 октября 2017 17 тур | Кубань      | 0:0 (0:0) | Луч-Энергия (Владивосток) | Краснодар                                                       |
| 17:00 МСК | Байрыев 72' | Отчёт     | 54' Гордиенко             | Стадион: Кубань Зрителей: 2 121 Судья: Юрий Апонасенко (Москва) |
| Кубань: Дюпин, Клещенко, Бугаев, Гапон (Марков 62'), Байрыев, Гай (Нурисов 83'), Коновалов, Маляров, Лобкарёв (Алейник 57'), Завезён (Гогниев 57'), Обухов. Главный тренер: Евгений Калешин. Луч-Энергия: Котляров, Насадюк, Марущак, Стешин, Празновски, Пономаренко, Килин (Машнев 82'), Фомин, Гелоян, Носов (Хлебородов 84'), Гордиенко (Мязин 76'). Главный тренер: Жолт Хорняк. |             |           |                           |                                                                 |

| 14 октября 2017 18 тур | Олимпиец (Нижний Новгород) | 0:3 (0:1) | Кубань                                                                              | Дзержинск                                                           |
| 14:00 МСК | Аюпов 29' · Фомин 33'      | Отчёт     | 18' Н. Маляров · 40' 43′ Гогниев · 47′ Лобкарёв · 52′ Гай · 54' Марков · 70' Бугаев | Стадион: Химик Зрителей: 500 Судья: Артём Любимов (Санкт-Петербург) |
| Олимпиец: Анисимов, Морозов, Абрамов, К. Маляров, Ганиев (Беляков 46'), Ламбарский, Фомин (Филин 55'), Нежелев (Гогберашвили 77'), Горбунов, Аюпов, Сорочкин (Манзон 71'). Главный тренер: Николай Писарев. Кубань: Дюпин, Марков, Бугаев, Клещенко, Смирнов, Гай, Н. Маляров, Коновалов, Лобкарёв (Нурисов 75'), Алейник (Завезён 50'), Гогниев (Обухов 73'). Главный тренер: Евгений Калешин. |                            |           |                                                                                     |                                                                     |

| 21 октября 2017 19 тур | Кубань                                               | 2:1 (0:0) | Крылья Советов (Самара)       | Краснодар                                                      |
| 17:00 МСК | Гай 51' · Коновалов 69′ · Лобкарёв 76′ · Смирнов 81' | Отчёт     | 65′ Ткачук · 90+3' Корниленко | Стадион: Кубань Зрителей: 2 928 Судья: Алексей Сухой (Люберцы) |
| Кубань: Дюпин, Клещенко, Байрыев, Марков, Бугаев (Завезён 85'), Смирнов, Гапон, Гай, Коновалов, Лобкарёв (Нурисов 90+2'), Гогниев. Главный тренер: Евгений Калешин. Крылья Советов: Конюхов, Надсон, Таранов, Ятченко (Алиев 80'), Гаджибеков, Зотов (Чочиев 81'), Ланин, Ткачук, Башкиров (Самодин 83'), Мияилович (Клёнкин 81'), Корниленко. Главный тренер: Андрей Тихонов. |                                                      |           |                               |                                                                |

| 28 октября 2017 20 тур | Химки (Химки)             | 2:1 (0:0) | Кубань                   | Химки                                                           |
| 15:00 МСК | Тюнин 62′ · Кузьмичёв 68′ | Отчёт     | 79' Бугаев · 81′ Гогниев | Стадион: Новые Химки Зрителей: 570 Судья: Антон Фролов (Москва) |
| Химки: Исупов, Заика, Малания, Шумских, Лисинков, Мостовой (Алиев 68'), Тюнин, Яковлев (Горячев 82'), Талалай, Радченко (Пичугин 61'), Кузьмичёв (Титов 90+1'). Главный тренер: Александр Ирхин. Кубань: Дюпин, Клещенко, Смирнов, Марков (Нурисов 85'), Бугаев, Гапон, Байрыев (Маляров 68'), Гай, Коновалов, Лобкарёв, Гогниев. Главный тренер: Евгений Калешин. |                           |           |                          |                                                                 |

| 4 ноября 2017 21 тур | Кубань                   | 1:1 (0:1) | Волгарь (Астрахань)                                     | Краснодар                                                     |
| 17:00 МСК | Бугаев 27' · Гогниев 48′ | Отчёт     | 5′ Кабутов · 59' Бочков · 90+2' Кирисов · 90+2' Газзаев | Стадион: Кубань Зрителей: 2 343 Судья: Олег Соколов (Воронеж) |
| Кубань: Дюпин, Клещенко (Маляров 46'), Смирнов, Марков (Завезён 63'), Бугаев, Гапон, Байрыев, Коновалов, Гай, Лобкарёв, Гогниев. Главный тренер: Евгений Калешин. Волгарь: Терновский, Кирисов, Климов, Таказов (Газзаев 80'), Плиев, Букия (Акбашев 58'), Пилиев (Сутормин 60'), Кабутов, Шалаев (Жабкин 90+2'), Бочков, Веркашанский. Главный тренер: Юрий Газзаев. |                          |           |                                                         |                                                               |

| 8 ноября 2017 22 тур | Шинник (Ярославль) | 0:0 (0:0) | Кубань     | Караваево                                                              |
| 14:00 МСК | Дроздов 45'        | Отчёт     | 57' Марков | Стадион: Урожай Зрителей: 200 Судья: Сергей Лапочкин (Санкт-Петербург) |
| Шинник: Антипин, Чистяков, Ятченко, Чалов, Магадиев, Самойлов (Лаук 82'), Нарылков (Лях 78'), Дроздов (Камилов 72'), Безлихотнов (Крамаренко 68'), Булия, Низамутдинов. Главный тренер: Александр Побегалов. Кубань: Дюпин, Клещенко, Смирнов, Марков, Бугаев, Байрыев, Коновалов, Маляров, Завезён, Лобкарёв, Гогниев. Главный тренер: Евгений Калешин. |                    |           |            |                                                                        |

| 12 ноября 2017 23 тур | Кубань                                 | 0:1 (0:1) | Динамо (Санкт-Петербург)                 | Краснодар                                                      |
| 15:00 МСК | Маляров 61' · Марков 67' · Нурисов 90' | Отчёт     | 8′ Кулишев · 82' Сарамутин · 84' Юрганов | Стадион: Кубань Зрителей: 2 413 Судья: Евгений Турбин (Москва) |
| Кубань: Дюпин, Клещенко (Гай 35'), Бугаев, Марков, Смирнов, Байрыев, Коновалов, Маляров, Завезён (Обухов 70'), Лобкарёв (Нурисов 75'), Гогниев. Главный тренер: Евгений Калешин. Динамо: Генералов, Житников, Юрганов, Бычков, Бабенков, Цвейба, Кулишев (Пасько 90+1'), Власов (Рогов 87'), Сарамутин, Барсов (Маркосов 90'), Коротаев (Киреенко 80'). Главный тренер: Александр Точилин. |                                        |           |                                          |                                                                |

| 18 ноября 2017 24 тур | Кубань                                            | 3:1 (0:0) | Тюмень (Тюмень) | Краснодар                                                     |
| 17:00 МСК | Завезён 36' 57′, 59′ · Коновалов 41' · Марков 83′ | Отчёт     | 90+3′ Карпов    | Стадион: Кубань Зрителей: 2 098 Судья: Игорь Федотов (Москва) |
| Кубань: Дюпин, Байрыев, Бугаев, Марков, Смирнов, Гай (Клещенко 87'), Коновалов (Джумаев 87'), Завезён (Тюфяков 89'), Лобкарёв, Маляров, В. Обухов (Нурисов 65'). Главный тренер: Евгений Калешин. Тюмень: И. Обухов, Маслов, Гузь, Саламатов (Глухов 63'), Павленко, Чудин, Лешонок, Шляпкин, Чуканов (Богатырёв 84'), Ставпец (Карпов 71'), Юсупов. Главный тренер: Владимир Маминов. |                                                   |           |                 |                                                               |

| 25 ноября 2017 25 тур | Кубань                     | 1:0 (1:0) | Сибирь (Новосибирск) | Краснодар                                                       |
| 17:00 МСК | Гай 2′ (пен.) · Бугаев 39' | Отчёт     | 79' Полюткин         | Стадион: Кубань Зрителей: 2 033 Судья: Юрий Апонасенко (Москва) |
| Кубань: Дюпин, Байрыев, Бугаев, Марков, Смирнов, Коновалов, Гай, Маляров, Завезён, Лобкарёв (Нурисов 76'), Обухов. Главный тренер: Евгений Калешин. Сибирь: Цыган, Магаль, Плопа, Цховребов (Полюткин 46'), Аравин, Ларенц, Макаренко (Андреев 71'), Азаров (Гладышев 61'), Чеботару, Житнев, Дягтерёв (Галыш 70'). Главный тренер: Сергей Кирсанов. |                            |           |                      |                                                                 |

| 4 марта 2018 26 тур | Оренбург (Оренбург)      | 1:0 (0:0) | Кубань     | Оренбург                                                            |
| 14:00 МСК | Чиркин 11' · Ойеволе 67′ | Отчёт     | 16' Марков | Стадион: Газовик Зрителей: 3 404 Судья: Станислав Васильев (Ижевск) |
| Оренбург: Фролов, Удалый, Ойеволе, Терехов, Малых, Бегич, Чиркин, Бреев, Сутормин (Воробьёв 69'), Попович (Афонин 81'), Козлов. Главный тренер: Владимир Федотов. Кубань: Дюпин, Смирнов, Бугаев, Бендзь, Байрыев, Марков (Пономарёв 87'), Маляров, Завезён (Гогниев 76'), Алейник (Гай 81'), Лобкарёв, Обухов. Главный тренер: Евгений Калешин. |                          |           |            |                                                                     |

| 8 марта 2018 27 тур | Кубань                                    | 0:0 (0:0) | Тамбов (Тамбов)            | Краснодар                                                            |
| 16:00 МСК | Маляров 22' · Пономарёв 47' · Гогниев 86' | Отчёт     | 2' Овсиенко · 80' Горбатюк | Стадион: Кубань Зрителей: 3 112 Судья: Дмитрий Недвижай (Ставрополь) |
| Кубань: Дюпин, Байрыев, М. Смирнов, Пономарёв (Нурисов 66'), Бендзь, Бугаев, Лобкарёв, Гай, Алейник, Маляров (Завезён 60'), Обухов (Гогниев 46'). Главный тренер: Евгений Калешин. Тамбов: О. Смирнов, Горбатюк, Овсиенко, Рыбин (Трусевич 70'), Шляков, Мищенко, Мурнин, Кашчелан, Килин (Чернышов 77'), Часовских (Шевчук 84'), Бирюков (Сергеев 71'). Главный тренер: Андрей Талалаев. |                                           |           |                            |                                                                      |

| 17 марта 2018 28 тур | Спартак-2 (Москва) | 0:0 (0:0) | Кубань                     | Москва                                                                                 |
| 15:00 МСК | Руденко 23'        | Отчёт     | 17' Лобкарёв · 83' Гогниев | Стадион: Стадион академии «Спартак» имени Ф. Черенкова Судья: Евгений Кукуляк (Калуга) |
| Спартак-2: Максименко, Шанбиев, Лихачёв, Мамин, Ломовицкий, Тюнин, Пантелеев, Леонтьев, Полубояринов, Руденко (Нимели 73'), Сакала. Главный тренер: Дмитрий Гунько. Кубань: Дюпин, Смирнов (Бендзь 8', Клещенко 33'), Бугаев, Марков, Байрыев, Завезён (Нурисов 89'), Маляров, Гай, Алейник, Лобкарёв, Обухов. Главный тренер: Евгений Калешин. |                    |           |                            |                                                                                        |

| 24 марта 2018 29 тур | Кубань                                              | 0:1 (0:1) | Балтика (Калининград)                   | Краснодар                                                      |
| 17:00 МСК | Бугаев 45' · Байрыев 60' · Марков 62' · Алейник 79' | Отчёт     | 24′ Себаи · 54' Тишкин · 81' Торбинский | Стадион: Кубань Зрителей: 2 234 Судья: Алексей Сухой (Люберцы) |
| Кубань: Дюпин, Бугаев, Смирнов (Клещенко 46'), Марков, Байрыев, Гай, Маляров, Завезён, Алейник, Лобкарёв, Обухов. Главный тренер: Евгений Калешин. Балтика: Помазан, Тишкин (Голышев 68'), Шахов, Каленкович, Логашов, Почивалин, Свежов, Торбинский, Шешуков, Касьян, Себаи (Кобялко 86'). Главный тренер: Игорь Черевченко. |                                                     |           |                                         |                                                                |

| 31 марта 2018 30 тур | Енисей (Красноярск) | 0:2 (0:0) | Кубань                                                               | Красноярск                                                                    |
| 13:00 МСК | Обрадович 27'       | Отчет     | 27' Гогниев · 31' 48′ Байрыев · 62' Клещенко · 71' Маляров · 73′ Гай | Стадион: Футбол-арена «Енисей» Зрителей: 3 000 Судья: Евгений Турбин (Москва) |
| Енисей: Нестеренко, Мильдзихов (Саркисов 61'), Кичин, Васильев, Жиров, Иванов, Фатуллаев (Стеклов 81'), Исаев (Сердеров 74'), Обрадович, Комков, Кутьин (Малоян 78'). Главный тренер: Аленичев. Кубань: Дюпин, Байрыев, Пономарёв, Марков, Клещенко, Маляров, Алейник (Каусаров 90'), Гай, Лобкарёв (Сидоров 84'), Обухов (Завезён 21'), Гогниев (Нурисов 61'). Главный тренер: Евгений Калешин. |                     |           |                                                                      |                                                                               |

| 7 апреля 2018 31 тур | Кубань                                 | 1:0 (0:0) | Зенит-2 (Санкт-Петербург)  | Краснодар                                                    |
| 18:00 МСК | Завезён 47' · Марков 73' · Байрыев 90′ | Отчёт     | 43' Крапухин · 64' Бугриев | Стадион: Кубань Зрителей: 2 679 Судья: Сергей Чебан (Москва) |
| Кубань: Дюпин, Марков, Клещенко, Бугаев (Пономарёв 81'), Байрыев, Маляров (Каусаров 90+3'), Лобкарёв, Алейник, Завезён, Гай, Гогниев (Нурисов 56'). Главный тренер: Евгений Калешин. Зенит-2: М. Кержаков, Круговой, Плотников, Запрягаев, Бугриев (Рукас 88'), Сиротов (Соловейчик 87'), Мусаев, Зинков, Кириллов, Еловских (Прудников 17'), Крапухин (Зуев 64'). Главный тренер: Константин Зырянов. |                                        |           |                            |                                                              |

| 11 апреля 2018 32 тур | Факел (Воронеж) | 0:2 (0:1) | Кубань                                      | Воронеж                                                                                           |
| 18:00 МСК | Хайманов 18'    | Отчёт     | 15' 65′ Маляров · 21' Байрыев · 42′ Гогниев | Стадион: Центральный стадион профсоюзов Зрителей: 1 100 Судья: Василий Казарцев (Санкт-Петербург) |
| Факел: Трунин, Мустафин, Осипенко, Хайманов, Шарифи (Алхазов 46'), Амбарцумян, Афанасьев (Садов 63'), Мануковский (Рекиш 82'), Молодцов, Сердюк (Арустамян 46'), Лебеденко. Главный тренер: Павел Гусев. Кубань: Дюпин, Байрыев, Бугаев, Марков (Пономарёв 80'), Клещенко, Завезён, Маляров (Каусаров 86'), Гай, Алейник, Лобкарёв, Гогниев (Нурисов 70'). Главный тренер: Евгений Калешин. |                 |           |                                             |                                                                                                   |

| 15 апреля 2018 33 тур | Кубань                                                | 2:1 (1:0) | Ротор (Волгоград)                         | Краснодар                                                              |
| 18:00 МСК | Лобкарёв 21′ · Марков 54' · Нурисов 58' · Алейник 62′ | Отчёт     | 39' Султонов · 48′ Вотинов · 77' Горбанец | Стадион: Кубань Зрителей: 3 021 Судья: Иван Сиденков (Санкт-Петербург) |
| Кубань: Дюпин, Марков (Пономарёв 62'), Клещенко, Бугаев, Байрыев, Нурисов (Бендзь 83'), Лобкарёв, Алейник, Завезён, Гай (Каусаров 90+2'), Гогниев (Сидоров 75'). Главный тренер: Евгений Калешин. Ротор: Заболотный, Климов, Абазов, Пискунов (Крутов 65'), Сысуев (Аппаев 80'), Бурмистров, Султонов, Кузнецов (Друзин 63'), Вотинов, Романенко, Коротаев (Горбанец 46'). Главный тренер: Сергей Павлов. |                                                       |           |                                           |                                                                        |

| 22 апреля 2018 34 тур | Кубань                   | 0:3 (0:2) | Авангард (Курск)                       | Краснодар                                                           |
| 17:00 МСК | Марков 54' · Байрыев 55' | Отчёт     | 14′ Киреев · 32′ Тлупов · 90+2′ Минаев | Стадион: Кубань Зрителей: 2 022 Судья: Артур Фёдоров (Петрозаводск) |
| Кубань: Дюпин, Байрыев, Марков, Бугаев, Клещенко, Маляров, Лобкарёв, Гай (Бендзь 71'), Алейник, Завезён (Пономарёв 71'), Нурисов (Обухов 46'). Главный тренер: Евгений Калешин. Авангард: Чагров, Концедалов, Багаев, Гоцук, Акбашев (Минаев 66'), Альшин (Синяев 81'), Нетфуллин, Гурфов, Киреев, Федчук (Коробов 61'), Тлупов (Болов 85'). Главный тренер: Хасанби Биджиев. |                          |           |                                        |                                                                     |

| 28 апреля 2018 35 тур | Луч-Энергия (Владивосток)  | 2:2 (1:2) | Кубань                                                                | Владивосток                                                       |
| 11:00 МСК | Мязин 20′, 53′ · Фомин 20' | Отчёт     | 35′ Лобкарёв · 38′ Обухов · 52' Пономарёв · 56' Клещенко · 81' Бугаев | Стадион: Динамо Зрителей: 1 250 Судья: Антон Анопа (Благовещенск) |
| Луч-Энергия: Абакумов, Больевич, Насадюк, Тихий, Машнев, Павленко (Маляка 46', Дзахов 59'), Носов (Марущак 63'), Гелоян, Пономаренко, Фомин (Хлебородов 81'), Мязин. И. о. главного тренера: Александр Алфёров. Кубань: Дюпин, Бендзь, Бугаев, Пономарёв (Гапон 83'), Клещенко, Нурисов (Завезён 59'), Маляров, Гай, Алейник, Лобкарёв (Сидоров 85'), Обухов. Главный тренер: Евгений Калешин. |                            |           |                                                                       |                                                                   |

| 2 мая 2018 36 тур | Кубань                    | 0:0 (0:0) | Олимпиец (Нижний Новгород)               | Краснодар                                                        |
| 18:00 МСК | Обухов 36' · Лобкарёв 54' | Отчёт     | 53' Сергеев · 59' Чирьяк · 90+4' Хрипков | Стадион: Кубань Зрителей: 2 024 Судья: Алексей Николаев (Москва) |
| Кубань: Дюпин, Бендзь (Клещенко 82'), Бугаев (Гапон 46'), Марков, Байрыев, Гай (Гогниев 66'), Н. Маляров, Лобкарёв, Завезён (Нурисов 71'), Алейник, Обухов. Главный тренер: Евгений Калешин. Олимпиец: Сысуев, Морозов, Гогличидзе, Хрипков, Бочаров, Хайруллов, Филин, Нежелев (К. Маляров 78'), Фомин, Сергеев (Беляков 56'), Чирьяк (Ламбарский 61'). Главный тренер: Николай Писарев. |                           |           |                                          |                                                                  |

| 6 мая 2018 37 тур | Крылья Советов (Самара)                         | 1:0 (1:0) | Кубань     | Самара                                                                           |
| 16:00 МСК | Корниленко 41′ · Мияилович 90+5' · Надсон 90+6' | Отчёт     | 68' Марков | Стадион: Самара Арена Зрителей: 40 619 Судья: Василий Казарцев (Санкт-Петербург) |
| Крылья Советов: Конюхов, Бурлак, Зотов, Надсон, Гаджибеков (Ланин 58'), Мияилович, Башкиров, Чочиев (Таранов 79'), Корниленко (Кулик 90+5'), Соболев (Самодин 89'), Алиев. Главный тренер: Андрей Тихонов. Кубань: Дюпин, Марков, Бугаев (Гапон 68'), Байрыев, Клещенко, Маляров, Алейник, Гай, Лобкарёв (Нурисов 62'), Гогниев (Завезён 75'), Обухов. Главный тренер: Евгений Калешин. |                                                 |           |            |                                                                                  |

| 12 мая 2018 38 тур | Кубань                                                 | 3:3 (3:1) | Томь (Томск)                                                            | Краснодар                                                                     |
| 14:00 МСК | Маляров 9′ · Байрыев 17′ 79' · Обухов 21′ · Бугаев 51' | Отчёт     | 12' Казаев · 23' Микуцкис · 17′ (авт.) Алейник · 57′ Саная · 65′ Пульич | Стадион: Кубань Зрителей: 3 043 Судья: Владислав Безбородов (Санкт-Петербург) |
| Кубань: Дюпин, Клещенко, Байрыев, Бугаев, Маляров, Завезён, Алейник, Лобкарёв, Гай, Гогниев, Обухов (Нурисов 86'). Главный тренер: Евгений Калешин. Томь: Мелихов, Зуйков, Иванов, Микуцкис, Пульич, Кухарчук (Деобальд 46'), Пугин (Сасин 81'), Померко, Казаев, Саная, Абдулавов (Павленко 68'). И. о. главного тренера: Василий Баскаков. |                                                        |           |                                                                         |                                                                               |

## Кубок России

### 1/32 финала
| 23 августа 2017 1/32 финала | Армавир (Армавир)                         | 0:0 (2:3 пен.) | Кубань                     | Армавир                                                         |
| 19:00 МСК | Падерин 88' · Сафин 95' · Гаджибеков 102' | Отчёт          | 79' Смирнов · 117' Сидоров | Стадион: Юность Зрителей: 2 000 Судья: Дмитрий Смирнов (Москва) |
| Армавир: Матюша, Мирошниченко, Гаджибеков, Мустафаев (Синявский 100'), Соболь, Лукисян (Гиоргобиани 68'), Суханов (Клопков 68'), Бекетов, Падерин (Сафин 89'), Жданов, Поляков. Главный тренер: Арсен Папикян. Кубань: Москаленко, Гапон, Смирнов (Почтарёв 92'), Новак, Сидоров, Нурисов, Завезён, Каусаров, Якуба (Митрохин 30'), Коновалов, Журавлёв. Главный тренер: Евгений Калешин. |                                           |                |                            |                                                                 |

### 1/16 финала
| 20 сентября 2017 1/16 финала | Кубань                                 | 0:2 (0:1) | Спартак (Москва)  | Краснодар                                                       |
| 19:00 МСК | Гогниев 46' · Марков 50' · Завезён 83' | Отчёт     | 45+1′, 52′ Промес | Стадион: Кубань Зрителей: 12 790 Судья: Евгений Турбин (Москва) |
| Кубань: Дюпин, Бендзь, Марков, Байрыев, Бугаев, Коновалов, Алейник, Гай, Завезён (Нурисов 84'), Гогниев, Обухов (Маляров 63'). Главный тренер: Евгений Калешин. Спартак: Селихов, Ещенко, Таски, Джикия, Комбаров, Промес (Бакаев 81'), Ананидзе, Самедов, Фернандо (Попов 72'), Пашалич, Луис Адриано (Роша 64'). Главный тренер: Массимо Каррера. |                                        |           |                   |                                                                 |